# حربتا
حربتا (به عربی: حربتا) یک روستا در لبنان است که در شهرستان بعلبک واقع شده‌است.
 حربتا   ۱٬۱۳۲ متر بالاتر از سطح دریا واقع شده‌است.